# Jessica Hewitt
Jessica Hewitt (* 9. Oktober 1986 in Langley, British Columbia) ist eine kanadische Shorttrackerin.
Hewitt nahm bereits 2002 an den Kanadischen Spielen mit der Staffel teil und gewann die Silbermedaille. In den nächsten Jahren startete sie bei etlichen weiteren nationalen Wettkämpfen, kam jedoch bis zur Saison 2005/06 selten unter die besten Zehn. Erst bei der Kanadischen Meisterschaft 2006 überzeugte sie und verpasste als Vierte über 1000 Meter nur knapp eine Einzelmedaille. Ein Jahr später siegte sie auf dieser Strecke sogar bei einem internen Ausscheidungsrennen, der Sprung in die höchste Wettkampfklasse, den Shorttrack-Weltcup, blieb ihr jedoch vorerst noch verwehrt. Mit konstanten Ergebnissen im Winter 2007/08 platzierte sie sich auf dem achten Rang in der kanadischen Rangliste, womit sie in der Saison 2008/09 zum ersten Mal für den Weltcup nominiert wurde. Dort gelang ihr gleich beim ersten Rennen über 1000 Meter ein zehnter Rang, mit der Staffel erreichte sie sogar Platz drei. Während sie das Staffelresultat auch bei den zwei folgenden Weltcups bestätigen konnte – einmal als Dritte, das zweite Mal als Vierte – rutschte sie bei den Einzelrennen auf die hinteren Ränge ab, sodass sie ab der vierten Station nicht mehr eingesetzt wurde. Bei der Weltmeisterschaft in Sheffield gewann sie mit der Staffel Bronze. In der übernächsten Weltmeisterschaft in Debrecen gewann sie mit der Staffel Silber und bei den Olympischen Winterspielen 2014 in Sotschi ebenfalls, was ihr bei der folgenden WM in Montreal erneut glückte.